# Magyar MMA Prémium Liga
Történelem: A Magyar Mixed Martial Arts Prémium Liga (MMPL)
- Alapítva: 2013. november 20.
- 2014 évtől a Magyar Birkózó Szövetség Szakági Szövetség tagja a Magyar Grappling és Pankration Szakági Szövetségnek (MGPSZ). Az MMA Sportszakág, Országos versenyrendezési jogok felelőse és birtokosa.
- 2014 novemberétől a Ultimate Fighting Championship (UFC) Amatőr Világszervezet az International Mixed Martial Arts Federation (IMMAF) teljes jogú tagja és 2017 évben a létre hozza a Magyar MMA Országos Sportági Szövetséget- Hungarian Mixed Martial Arts Federation (HMMAF); bejegyezve: 2017.08.02.
Célok: Szervezet elsődleges céljának tekinti a kevert harcművészet (MMA) sportág keretein belül tagjainak egymás közötti érdekegyeztetését, érdekképviseletét és érdekvédelmét. Az érdekvédelem magában foglalja különösen a kevert harcművészeti sporttevékenységet érintő egyéb szabályzatok véleményezését, javaslattételt, valamint a magyar és a nemzetközi szövetségekkel, illetve szövetségek tagjaival való egyeztető tárgyalások kezdeményezését, folytatását az MMA sportág fejlődése érdekében. A szervezet tevékenységével segíteni kívánja a tagok munkáját, valamint szakmailag és erkölcsileg hozzájárul a magyar MMA fejlődésének elősegítéséhez és a sportág népszerűsítéséhez. Ennek keretében a szervezet magas szintű versenyeket és tornákat is szervez.
A szervezet által megrendezett sporteseményeken a szervezet tagjain, illetve azok versenyzőin kívül más, szervezeten kívüli személyek is részt vehetnek, illetve részesülhetnek a szervezet szolgáltatásaiból.
A Magyar MMA Prémium Liga kiemelkedő figyelmet fordít a kül- és belföldi partnerkapcsolatok kiépítésére, ápolására is. Fenti céljának megvalósítása érdekében hatékonyan képviseli és érvényesíti tagjainak érdekeit az MMA sportágat érintő valamennyi kérdésben. A szervezet – lehetőségei szerint – köteles mindent megtenni annak érdekében, hogy az MMA-t minél kedvezőbb jogi és gazdasági környezetben művelhessék. Tagjainak az idevonatkozó sporttörvénnyel kapcsolatos kérdésekben tanácsadást biztosít.
A szervezet mint a magyar MMA sportág meghatározó és véleményformáló szereplője, együttműködik az érdekelt szervezetekkel és magánszemélyekkel, különös tekintettel az amatőr és profi sportolókra. A szervezet kötelezettsége továbbá, hogy megtervezze és végrehajtsa az alapszabályzata által kijelölt feladatokat, ennek érdekében megteremtse a kulturált és célszerű működéshez szükséges feltételeket. Tevékenységéhez támogatókat, szponzorokat szervez, pályázatokat nyújt be, ápolja és bővíti nemzetközi kapcsolatait. Versenyrendszerén belül regionális és országos, nemzetközi (egyéni, valamint csapat) prémiumversenyeket szervez amatőr és profi szabályrendszerben. A versenyek lehetnek nyílt, illetve meghívásos rendszerűek.
A Magyar MMA Prémium Liga tagjai sikeres gazdasági és kommunikációs tapasztalatokkal, valamint sportszakmai múlttal rendelkező szakemberek. E szakmai stáb garancia arra, hogy ne csak a rövid, hanem a hosszú távú elképzeléseiket is megvalósítsák. Rövid távú elképzeléseik szerint a kezdeti évben induló professzionális versenysorozatuk a hazai MMA sportágban példa nélküli lehetőségeket nyújt tapasztalt sportolóiknak, és megalapozza számukra a folyamatos profi versenyzési feltételeket. A versenysorozatot minden évben megismétlik, és remélhetőleg hagyományteremtő versenysorozattá válik hazánkban. Hosszú távú elképzeléseikben szerepel a nemzetközi MMA sportág szerves részévé válni. Folyamatosan nemzetközi kapcsolatokat épít ki Európában, Ázsiában és az Egyesült Államokban.
Elnökség:
Elnökség: Marián György elnök;
Beregi Zsolt alelnök; Kókai Gábor elnökségi tag; Lackó Balázs elnökségi tag; Sárközi Róbert elnökségi tag; Mihályfi Ákos elnökségi tag; Papp Valér (külképviselet) elnökségi tag;
PR Nemzetközi kommunikáció: Németh Erika
Vezetőedző: Sárközi Róbert
Egyesületvezetők: Egyesületek:
- Kókai Gábor          Győri Koko GYM
- Mihályfi Ákos        Ronin HSE Pápa
- Lehoczky Csaba       Szegedi Küzdősport Klub
- Növényi Norbert      Növényi Professzionális Küzdősport Akadémia
- Bárdosi Sándor       Bárdosi Küzdősport Akadémia
- Mellik Béla          BJJ Mikolc
- Puksa Ferenc         Dorogi Nehézatlétikai Sportegyesület
- Babos Zoltán         Növényi Küzdősport Akadémia Sopron
- Vancsik Nándor       Bács Team
- Koczka Bernát        Shogun Fight
- Korpics Gábor        Pápai Koko GYM
- Kovács Szabolcs      Debreceni Pitbull Fighters
- Szabó Róbert         Warrior GYM
- Bartus István        Balatoni Judo Közhasznú Alapítvány
- Nagy László          Kétegyházi SE Fuji Fight szakosztály
- Palotai Attila       Kecskeméti Küzdősport Klub SE (3KSE)
- Peszlán Ferenc       Budapest Top Team
- Lévai László         A Klub Kempo SE
- Palotás Ferenc       Kismészáros Kempo SE
- Bajaczán Péter       Baranya Kempo SE
- Rádi Richárd         BJJ Pécs
Sportbírói testület:
Elnök: Laczkó Balázs (nemzetközi bíró) Nemzetközi bíró: Papp Valér
Vezető bírók:
- Kókai Gábor
- Györffy Károly
- László Károly
Sportbírók:
- Korpics Gábor
- Varga György
- Horváth Pál
- Eck László
- Zsarnóczki Zsolt
- Nyerges Szabolcs
- Németh Erika
- Marczali György